# Eressa sexpuncta
Eressa sexpuncta är en fjärilsart som beskrevs av Rothschild. Eressa sexpuncta ingår i släktet Eressa och familjen björnspinnare. Inga underarter finns listade i Catalogue of Life.